# Stadionul Leova
Stadionul Leova – stadion sportowy w mieście Leova, w Mołdawii. Obiekt może pomieścić 1500 widzów. Swoje spotkania rozgrywają na nim piłkarze klubu Prut Leova.